# Hans Kohlschein

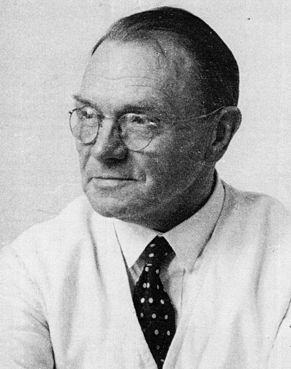
Hans Kohlschein

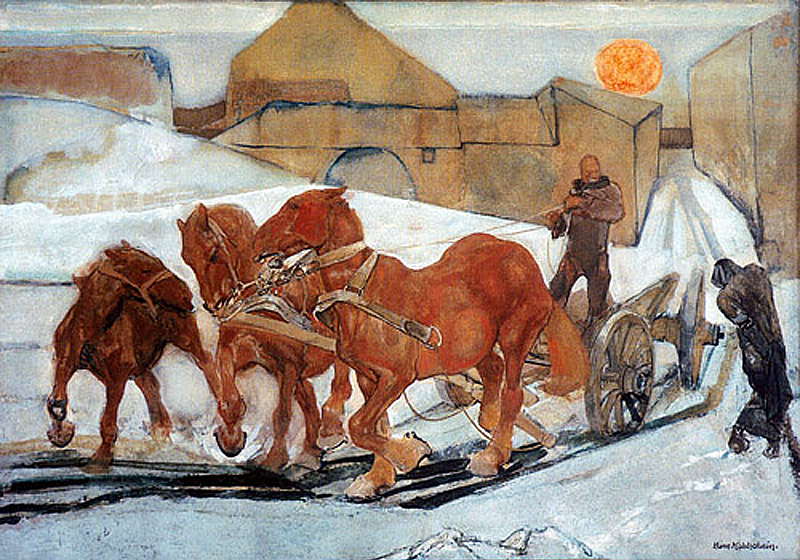
Hans Kohlschein: Troika (1917)

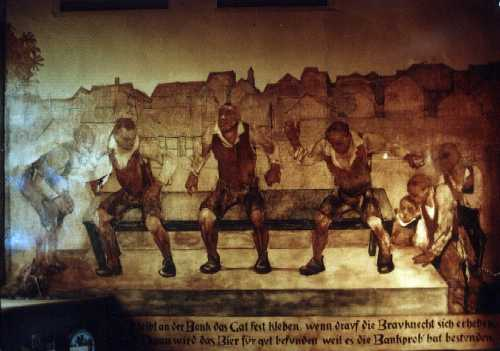
Hans Kohlschein: Bierprobe (1920)

Hans Kohlschein (* 5. März 1879 in Düsseldorf; † 28. Dezember 1948 in Warburg) war ein deutscher Historienmaler, Zeichner und Karikaturist der Düsseldorfer Schule sowie Hochschullehrer der Kunstakademie Düsseldorf.

## Leben
Hans Kohlschein war der Sohn des Kupferstechers Josef Kohlschein dem Älteren, Bruder der Maler Josef Kohlschein der Jüngere und Edmund Anton Kohlschein sowie Großvater von Rolf Gentz.
Der Vater erkannte früh die künstlerische Begabung seiner Söhne und förderte sie zielstrebig. Ab dem Wintersemester 1892/93 besuchte der 13-jährige Hans Kohlschein die Elementarklasse der Kunstakademie Düsseldorf. Zu seinen Lehrern zählten die Historienmaler Eduard von Gebhardt und Arthur Kampf. Später wurde Kohlschein Meisterschüler des Genremalers Claus Meyer, dem er 1898–1902 bei der Ausmalung von Schloss Burg assistierte. Dort entstand im Rittersaal sein eigenständiges, wenn auch nicht signiertes Werk „Die Ermordung des Grafen Engelberts von Berg“. 1903/4 folgten zwei großformatige Wandfresken aus Goethes „Faust“ für einen Brandweinfabrikanten in Isselhorst bei Gütersloh, sodann die großen Historiengemälde in Kleve 1906/7: „Der Besuch des Großen Kurfürsten“ und in Czarnikau 1911: „Der Besuch Friedrich des Großen im neuen Land“ (beide 1945 zerstört). Die Monumentalgemälde „Schlesische Landwehr bei Waterloo“ 1902 und „Lützows Freischar vor dem Kampf“ 1904 kaufte die Alte Nationalgalerie Berlin an. Für „Die Moselbauern“ 1911 erhielt er die Preußische Goldene Staatsmedaille 1913. Sein vermutlich größtes Ölgemälde „Der Platz an der Sonne“ (300 × 450 cm) wurde 1915 anlässlich des 100. Geburtstags von Bismarck im Künstlerverein Malkasten in Düsseldorf ausgestellt.
Im Ersten Weltkrieg wurde Kohlschein als Kriegsmaler akkreditiert und zunächst an der Westfront verpflichtet, einen ersten Teilerfolg der deutschen Armee darzustellen. Im Frühjahr 1915 entstand das großformatige Historiengemälde Die Übergabe nach der Schlacht von Maubeuge am 8. September 1914, das in Berlin ausgestellt wurde und als Druck weite Verbreitung fand. Im August 1915 wurde Kohlschein an die Ostfront zum deutschen Generalgouvernement in Warschau delegiert. Zu seinen Aufgaben als malender Berichterstatter gehörte es, das Alltagsleben der polnischen Bevölkerung in Bildern zu schildern, die u. a. in Zeitschriften wie Die Wochenschau veröffentlicht wurden. Kohlschein schuf dynamische und kraftvolle Gemälde, die die unterschiedlichen Volksschichten ausdrucksstark thematisierten und in ihrem individuellen Umfeld lebendig in Szene setzten: Soldaten, Bettler, jüdisches Leben, Marktszenen, Bauern mit Pferden, russische Gefangene sowie kirchliche Prozessionen. Während seines Warschau-Aufenthalts von 1915 bis 1918 schuf der Maler nach eigenen Angaben rund 300 Gemälde und Zeichnungen, von denen heute noch etwa ein Drittel bekannt sind. Um rasch malen zu können, verwendete er Tempera- und Aquarellfarben. In zwei großen Ausstellungen im Herbst 1917 und 1918 wurden mehrere Dutzend Polenbilder Hans Kohlscheins im Kunstpalast in Düsseldorf einer breiten Öffentlichkeit präsentiert. Einige seiner Polen-Gemälde wurden von Museen angekauft, wie das Bild vom Sächsischen Garten in Warschau, das für die Nationalgalerie Berlin erworben wurde (verschollen seit 1945). 1922 erwarb die Nationalgalerie in Tokio als erstes Gemälde eines zeitgenössischen deutschen Malers Hans Kohlscheins Großes Frauenbad an der Weichsel. Im Juni 1917 erhielt Hans Kohlschein eine Ehrenprofessur und ab 1921 eine Berufung an die Düsseldorfer Kunstakademie für die Malereiklasse, die er 1927 aus persönlichen Gründen aufgab.
In den 1920er Jahren erhielt er in Düsseldorf Aufträge zu großformatigen Wandgemälden: Gartensaal des Künstlervereins Malkasten, Aktsaal im Schadow-Keller der Kunstakademie, Wandzyklus für die Werstener Kirche Maria Rosenkranz, Haus zum Kurfürsten sowie ein dreiteiliges Wandgemälde im Sitzungssaal des Kreishauses in Düsseldorf (Zusammenbruch und Wiederaufbau).
Seit den 1930er Jahren wandte er sich verstärkt der Landschaftsmalerei zu. Quasi seine zweite Heimat war seit seiner Kindheit die Stadt Warburg, woher die Familie Kohlschein gebürtig war. Hans Kohlschein malte mehrere Bilder seiner Frau Ella, mit der er seit 1906 verheiratet war, vor der Kulisse der mittelalterlichen Stadt Warburg (Museum im Stern, Warburg).
1934 stellte Kohlschein auf der Deutschen Kunstausstellung in Düsseldorf erstmals lebensgroße Karikaturen seiner Malerkollegen aus. Dem Künstlerverein Malkasten hatte er seit 1901 angehört und sich als Gestalter der Malkastenfeste und Aufführungen immer wieder künstlerisch eingebracht.
Auch in den 1930er und 1940er Jahren erhielt Kohlschein Aufträge für Wandbilder, so für das Generalkommando in Hannover 1938/39 und die Ausmalung des Polizeipräsidium Wuppertal 1940/41, die vor einigen Jahren freigelegt werden konnten. Die Wandmalereien für die Firma Henkel (Halle 13) anlässlich der Ausstellung „Schaffendes Volk“ in Düsseldorf 1937 befassten sich mit dem Thema Waschen im Wandel der Zeiten und für den Reichsverband der öffentlich-rechtlichen Versicherung Berlin (Halle 12) mit dem Gemeinschaftsgedanken der Versicherung und Schutzgedanken der Versicherung (zerstört). An den offiziellen großen Kunstausstellungen in der NS-Zeit hat Kohlschein nicht teilgenommen.
Das 1932 vom Kunstmuseum Düsseldorf angekaufte Gemälde: Vor der Stadt (Öl auf Pappe, 70 × 98 cm, 1927) wurde 1937 in der Nazi-Aktion Entartete Kunstbeschlagnahmt und vernichtet.
Bei dem Pfingstangriff 1943 auf Düsseldorf wurden sein Wohnhaus mit Atelier zerstört, viele Werke verbrannten. Danach lebte er mit seiner Frau Ella in seinem kleinen Ferienhaus in Warburg, wo er sich mit Warburg-Ansichten und Landschaftsbildern besonders vom vulkanförmigen Desenberg seinen Lebensunterhalt verdiente, bis zu seinem Tod im Dezember 1948.

## Werke

### Hauptmotive
- Lützows Freischar vor dem Kampf, 1904 (250 × 400 cm)
- Der Rattenfänger von Hameln (Museum Hameln mit dem Rattenfänger)
- Nidegger Brücke, 1910
- Sachsengarten in Warschau (Tempera auf Leinwand, 1907)[2]
- Erzbischof von Warschau nach der Proklamation in Warschau, 5. November 1916 (Museum Kunstpalast Düsseldorf)
- Troika, 1917
- Karfreitagsprozession in Sorrent, 1924
- Fischmarkt in Venedig
- Sodom und Gomorrha
- Die roten Röcke des Collegium Germanicum – Die blinde Sängerin, 1927
- Dominikanerkloster mit Blick auf Warburg, 1934
- Kerzenkapelle in Kevelaer, 1930 (72 × 79 cm)
- Desenberg
- Warburger Börde
- Warburg

### Porträts
Wichtige Porträts dieser Zeit sind:
- Ella Möllhausen als Vinzentinerin (75 × 75 cm)
- Kluspaters, 1913 (80 × 80 cm)
- Fliegerleutnant Erwin Böhme, 1917(63 × 61 cm)
- Prof. Eduard von Gebhardt zum 80., 1918 (120 × 102 cm, Nationalgalerie Berlin)
- Alfred Flechtheim (Zeichnung und Exlibris)

## Standorte und Ausstellungen

### Standorte
- Alte Nationalgalerie Berlin
- Kunstmuseum Düsseldorf
- Stadtmuseum Düsseldorf
- Künstlerverein Malkasten, Düsseldorf
- Museum im Stern, Warburg
- Museum Hameln mit dem Rattenfänger
- Städtisches Museum Gelsenkirchen
- Stadtmuseum Holzminden
- Museum Haus Koekkoek, in Kleve
- Museum Abteiberg, Mönchengladbach

### Ausstellungen
- 1912: Josef Kohlschein, Hans Kohlschein und Josef Kohlschein der Jüngere, Städtisches Museum Neuß
- 1917: Kunstpalast Düsseldorf, Große Berliner Kunstausstellung
- 1952: Kunsthalle Düsseldorf
- 1964: Künstlerverein Malkasten
- 1979: Stadtbücherei Düsseldorf
- 1985: Die Künstlerfamilie Kohlschein, Stadtmuseum Düsseldorf
- 1998: Museum im Stern, Warburg
- 2009: Hans Kohlschein, Ein Künstlerleben in Zeiten des Umbruchs, Schloss Cappenberg
- 2010: Künstler im Weserbergland und die Düsseldorfer Malerschule, Schloss Corvey
- 2014: Warschau in den Kriegsjahren 1915–1918 in Bildern von Hans Kohlschein, Warschau
- 2018: Hans Kohlschein (1879–1948), aus der Sammlung von Kurt G. Schultze, im Jacobihaus des Malkasten, Düsseldorf
- seit 2020: Hans Kohlschein (1879–1948), aus der Sammlung Dr. Kurt Schultze, im Museum im Stern, Warburg, als Dauerausstellung mit wechselnden Exponaten